# Parasynaptopsis pseudostriatus
Parasynaptopsis pseudostriatus is een keversoort uit de familie bladrolkevers (Attelabidae). De wetenschappelijke naam van de soort werd in 2007 gepubliceerd door Andrei Aleksandrovich Legalov.